# Гусачок
Гусачок, также гусёк — ударный музыкальный инструмент, являющийся разновидностью фрикционного барабана. Встречается как у русских, так и у других народов мира.

## Изготовление
Для изготовления гусачка берут глиняную кринку (также называемую «глечиком»; в современных инструментах иногда заменяется моделью из папье-маше), на горлышко которой натягивают прочной суровой нитью, вымоченную в воде кожу (бычий пузырь). Когда кожа высыхает и натягивается, в кожаной мембране острым ножом прорезают небольшое круглое отверстие, а в днище керамической крынки сверлом проделывают примерно такое же по диаметру дополнительное круглое резонаторное отверстие. Потом в отверстие вставляется круглая деревянная палочка. Палочка и края отверстия натираются канифолью. При трении палочки о края кожаной мембраны получается звук, похожий на крик гуся.

## Аналоги
Существуют аналоги этого музыкального инструмента у других народов. Например на Украине — это бугай, в Бразилии — куика, в Испании на острове Майорка — чимбомба.